# Lista de navios da França Livre

Insígnia da FNFL.

Nesta lista estão os navios que navegaram com a bandeira da Marinha da França Livre durante a Segunda Guerra Mundial.

## Contra-torpedeiros
- Classe Jaguar :
  - Le Léopard
- Classe Fantasque :
  - Le Triomphant

## Contra-torpedeirosde escolta
- Classe Hunt (Type 3) de construção britânica :
  - La Combattante
- Classe Cannon (DE) de construção norte-americana :
  - Tunisien

## Barco torpedeiros
- Classe Melpomène :
  - La Melpomène
  - Le Bouclier

## Navio-aviso
- Classe Bougainville :
  - Le Savorgnan-de-Brazza

## Lança-minas-Navio-aviso
- Classe Élan et Chamois :
  - Le Chevreuil
  - La Moqueuse
  - Commandant Dominé
  - Commandant Duboc

## Fragatas
- Classe River de de construção britânica : :
  - L'Aventure
  - Croix de Lorraine
  - La Découverte
  - La Surprise
  - Tonkinois

## Corvetas

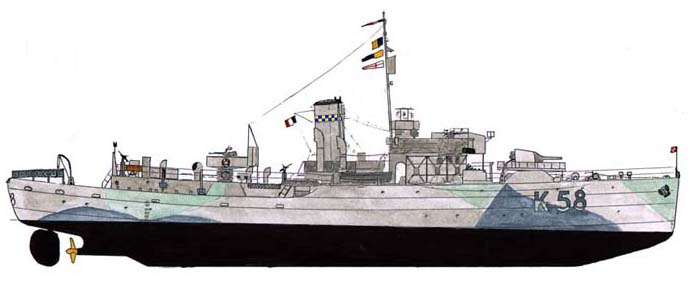
Corveta Aconit.

- Classe Flower de construção britânica :
  - FFL Aconit (K-58)
  - FFL Alysse (K-100)
  - FFL Commandant d'Estienne d'Orves (K-93)
  - FFL Commandant Détroyat (K-183)
  - FFL Commandant Drogou (K-195)
  - FFL Lobélia (K-05)
  - FFL Mimosa (K-11)
  - Renoncule (K-117)
  - Roselys (K-57)

## Submarino

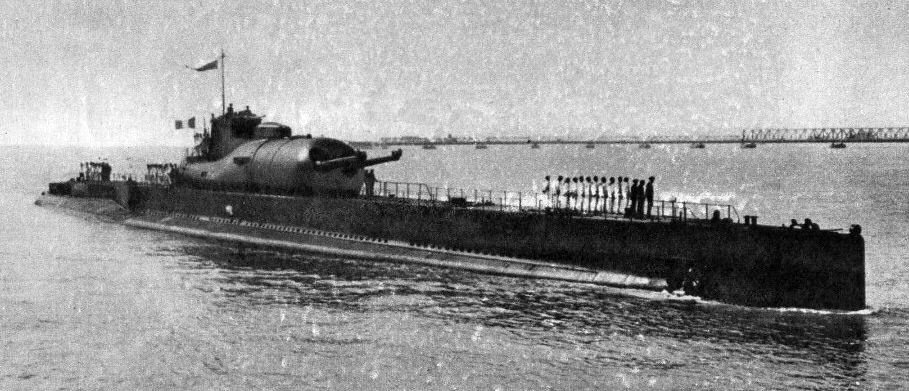
Submarino Surcouf.

- Classe Surcouf :
  - Surcouf

## Submarinosde longo alcance

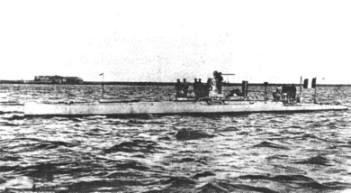
Submarino Narval.

- Classe Requin :
  - Narval

## Submarinoscosteiro
- Type Amirauté:
  - Junon
  - Minerve
- Classe « U » de construção britânica :
  - Curie
- Classe « V » de construção britânica :
  - Doris

## Submarinoslança-minas

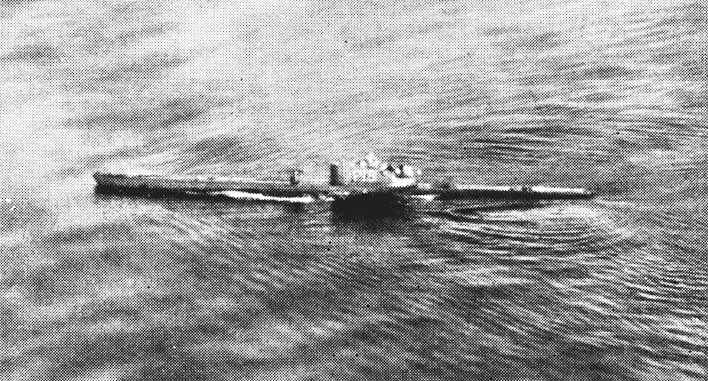
Submarino Rubis.

- Classe Saphir :
  - Rubis

## Navio-patrulha
- Léoville
- Oiseau-des-Îles
- Poulmic
- Président-Houduce
- Reine-des-Flots
- Vaillant
- FFL Vikings (P-41)
- Esperanto

## Cruzador auxiliar
- Cap-des-Palmes

## Caça-submarinos
- Ch. 5 Carentan
- Ch. 8 Rennes
- Ch. 10 Bayonne
- Ch. 11 Boulogne
- Ch. 12  Bénodet
- Ch. 13 Calais
- Ch. 14  Diélette
- Ch. 15 Paimpol
- Ch. 41 Audierne
- Ch. 42 Larmor
- Ch. 43 Lavandou

## Caça-minas(dragas)
- AD. 92  Congre
- AD. 112  Kériado
- AD. 38  Lucienne-Jeanne

- Dragueur Nazareth ex Jacques II D24
- Dragueur André-Louis            D22
- Dragueur Monique André          D23
- Dragueur Gaston Rivier          D21
- Dragueur Antioche II            D42
- Dragueur Perdrant               D43
- Dragueur Angèle Marie           D52
- Dragueur Vierge de Lourdes      D53
- Dragueur Louise Marie           D41

## Lanchas rápidas
- Classe MTB (Type Vosper  73 ft) de construção britânica:
  - MTB 90
  - MTB 91
  - MTB 92
  - MTB 94
  - MTB 96
  - MTB 98
  - MTB 227
  - MTB 239
- Classe ML Fairmile (Type  B) de construção britânica:

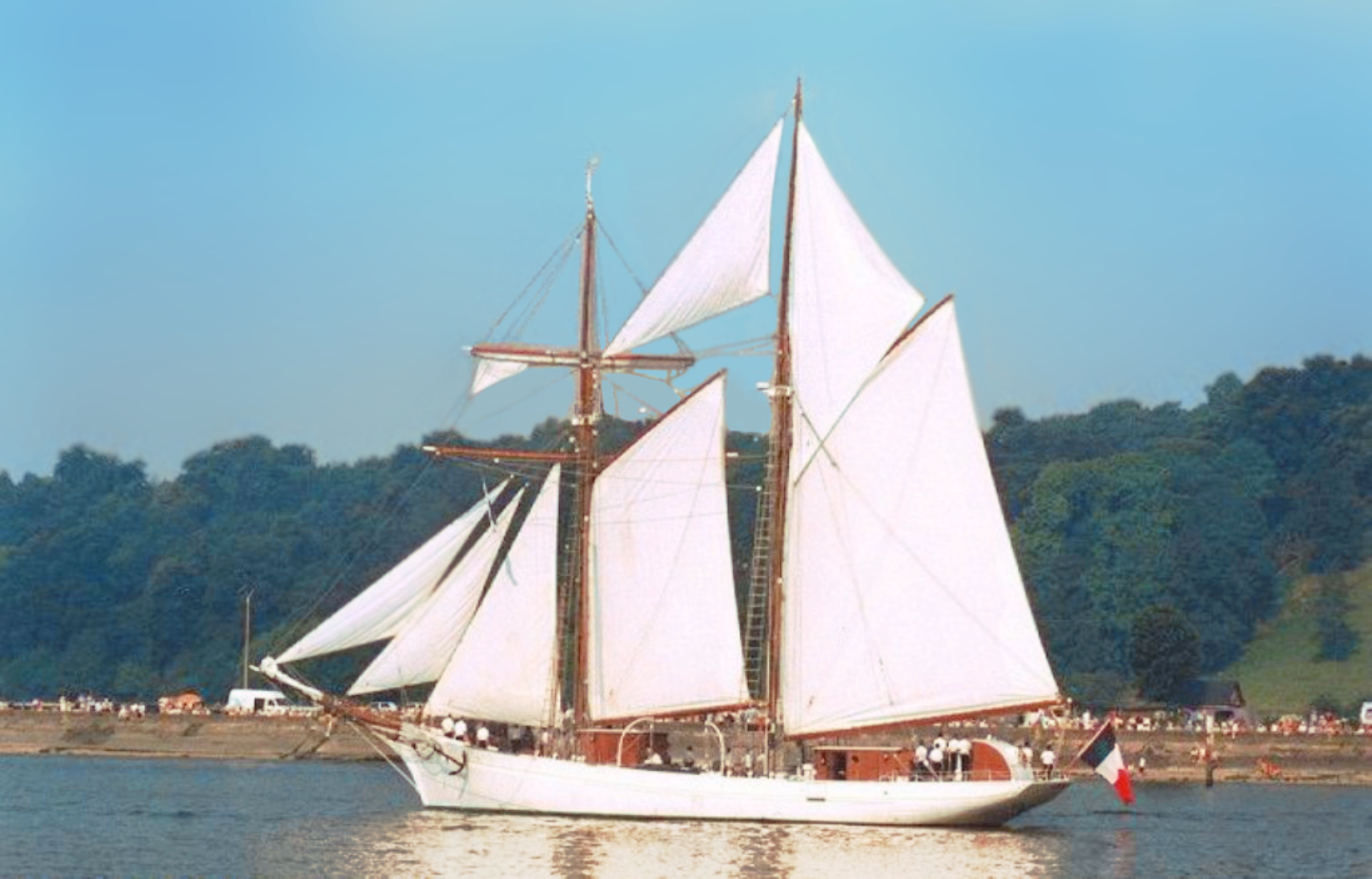
Veleiro Étoile.

  - ML123  Saint-Renan
  - ML182  Île-de-Sein
  - ML205  Ouessant
  - ML245  Saint-Guénolé
  - ML246  Saint-Yves
  - ML247  Saint-Alain
  - ML269  Béniguet
  - ML303  Molène
- Classe ML Fairmile (Type  A) de construção britânica:
  - ML052  Galantry
  - ML062  Langlade
  - ML063  Colombier

## Lanchas de porto
- Classe HDML  Admiralty de fabrication britanniques:
  - HDML 1143 Palmyre
  - HDML 1164 Baalbeck

## Veleiros
- La Belle Poule
- L' Étoile